# Sonata in do maggiore per flauto e clavicembalo di Georg Friedrich Händel
La Sonata in do maggiore (HWV 365), per flauto dolce e basso continuo, fu composta (probabilmente prima del 1712) da Georg Friedrich Händel. Il lavoro è anche definito Opus 1 n° 7 ed è stato pubblicato nel 1726 o poco dopo, in una raccolta di dodici sonate intitolata Sonates pour un Traversiere un Violon ou Hautbois Con Basso Continuo Composées par G. F. Handel, presumibilmente ad Amsterdam da Jeanne Roger, ma ora è dimostrato dalla casa editrice di Londra John Walsh che erano un falso. Walsh ripubblicò questa sonata nel 1731 o 1732 sotto la propria impronta in una collezione simile, contenente dieci delle sonate precedenti e due nuove, con il nuovo titolo Solos for a German Flute a Hoboy or Violin With a Thorough Bass for the Harpsichord or Bass Violin Compos'd by Mr. Handel. Altri cataloghi di musica di Handel hanno fatto riferimento al lavoro come HG xxvii,15; e HHA iv/3,33.
Le edizioni pseudo-Roger, Walsh, ed Chrysander (basata su pseudo-Roger e Walsh) indicano che il lavoro è per "recorder", cioè flauto dolce e lo pubblicarono come Sonata VII, anche se sul manoscritto autografo è assente la pagina del titolo. Questo autografo è una bella copia fatta molto probabilmente nel 1712, ma il manoscritto di un copista affidabile dà la strumentazione in italiano: "flauto e cembalo", esattamente come negli autografi completi di Händel delle Sonate in sol minore, la minore, e fa maggiore.

## Movimenti
Il lavoro è composto di cinque movimenti:
| Movimento | Tipo               | Indicazione Chiave | Indicazione Tempo | Battuta | Note                                                                                           |
| --------- | ------------------ | ------------------ | ----------------- | ------- | ---------------------------------------------------------------------------------------------- |
| 1         | Larghetto          | Do maggiore        | 4/4               | 24      | Conclude con una battuta adagio in Sol maggiore.                                               |
| 2         | Allegro            | Do maggiore        | 3/8               | 132     |                                                                                                |
| 3         | Larghetto          | La minore          | 3/4               | 43      | Conclude con un accordo in Mi maggiore.                                                        |
| 4         | A tempo di Gavotta | Do maggiore        | 4/4               | 46      | Tre sezioni (4, 8 e 34 battute)—ognuna con indicazione di ripetere. Cut-common time signature. |
| 5         | Allegro            | Do maggiore        | 3/8               | 64      | Due sezioni (16 e 48 battute)—ognuna con indicazione di ripetere.                              |

(I movimenti non contengono segni di ripetizione, se non indicato. Il numero di battute è tratto dall'edizione Chrysander, ed è il numero scritto sul manoscritto. Non compresi i contrassegni di ripetizione)
Tre di questi movimenti sono legati ad altre opere di Handel:
- Anche Händel utilizzò il secondo movimento della Ouverture dall'opera Scipione (1726)
- Il terzo movimento è una versione rivista del terzo movimento della Sonata per oboe in fa maggiore (1711-1716)
- Il quinto movimento è legato al duetto "Placa l'Alma", dall'atto 1, scena 4 dell'opera Alessandro (1725-1726)